# Manuel Villota
Manuel Genaro de Villota (Doña Mencía, obispado de Córdoba, 1767 - ca. 1847) fue un abogado y funcionario judicial español de principios del siglo XIX. Fue especialmente conocido por su participación en el cabildo abierto del 22 de mayo de 1810, en que pretendió detener el proceso de la Revolución de Mayo, inicio histórico de la República Argentina.

## Biografía
Era  doctor en cánones y leyes por la Universidad de Granada.
Fue fiscal de la Real Audiencia de Quito, desde mayo de 1797. Fue nombrado fiscal en lo criminal y Protector de Naturales de la Real Audiencia de Buenos Aires, asumiendo el cargo el 28 de marzo de 1799.
Ocupaba ese mismo cargo el 22 de mayo de 1810, cuando participó del cabildo abierto que debía decidir si deponer o no al virrey Baltasar Hidalgo de Cisneros. Señaló que la ciudad de Buenos Aires no tenía derecho a tomar decisiones unilaterales sobre la legitimidad del virrey o el Consejo de Regencia sin hacer partícipes del debate a las demás ciudades del Virreinato. Argumentaba que ello rompería la unidad del país y establecería tantas soberanías como pueblos. Su argumento fue rebatido por Juan José Paso, que explicó que se consultaría a las demás ciudades con posterioridad.
Su actitud posterior a la Revolución de Mayo estuvo orientada a desconocer la autoridad de la Primera Junta, por lo que fue expulsado en el mes de junio hacia España, junto con el resto de la Audiencia y el ex virrey.
El 3 de diciembre de 1810 asumió como Oidor supernumerario de la Real Audiencia de Lima; el 10 de julio de 1816 fue nombrado regente de la Real Audiencia de Charcas, cargo que no asumió. En 1819 fue homenajeado con el título de fiscal honorario del Consejo de Indias.
Regresó a España en el año 1822. Posteriormente fue comisario regio en las Islas Canarias y llegó a integrar el Consejo Supremo de España e Indias. Se retiró de toda actividad pública en 1836.
Se desconoce la fecha de fallecimiento, que fue posterior al año 1847.